# Hugh Alessandroni
Hugh Vincenzo Alessandroni (Nueva York, 15 de enero de 1908-Little Silver, 31 de marzo de 1989) fue un deportista estadounidense que compitió en esgrima, especialista en la modalidad de florete. Participó en dos Juegos Olímpicos de Verano en los años 1932 y 1936, obteniendo una medalla de bronce en Los Ángeles 1932 en la prueba por equipos.

## Palmarés internacional
| Juegos Olímpicos | Juegos Olímpicos             | Juegos Olímpicos  | Juegos Olímpicos    |
| Año              | Lugar                        | Medalla           | Prueba              |
| ---------------- | ---------------------------- | ----------------- | ------------------- |
| 1932             | Los Ángeles (Estados Unidos) | Medalla de bronce | Florete por equipos |